# Mikrofalowe promieniowanie tła

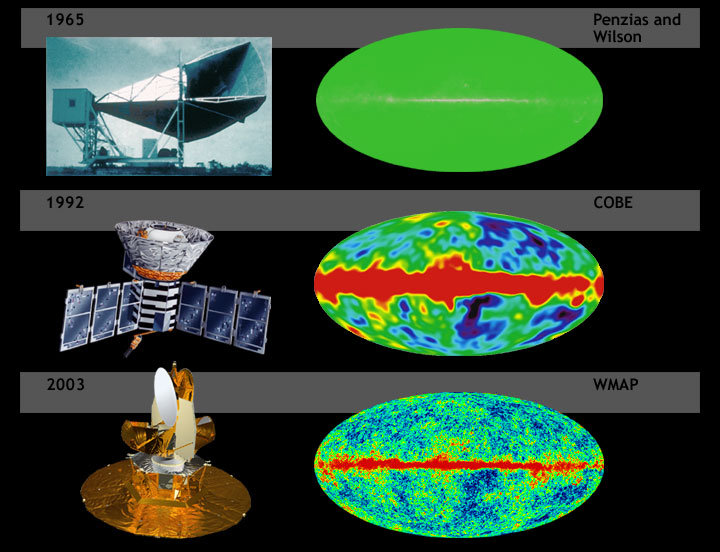
Postęp w badaniach nad promieniowaniem reliktowym:
1. wyniki badań Penziasa i Wilsona
2. dane zebrane przez sondę COBE
3. mapa wykonana przez sondę WMAP

Mikrofalowe promieniowanie tła, promieniowanie reliktowe, CMB (ang. cosmic microwave background) – rodzaj promieniowania elektromagnetycznego o rozkładzie termicznym energii, czyli widmie ciała doskonale czarnego o temperaturze 2,7249–2,7252 K. Maksimum gęstości energii przypada na fale o długości 1,1 mm. Promieniowanie to jest pozostałością po wczesnych etapach ewolucji Wszechświata i okresie rekombinacji elektronów i protonów. 
Promieniowanie reliktowe niemal nie oddziałuje z cząstkami materii, a wypełnia prawie jednorodnie Wszechświat. We wczesnych stadiach ewolucyjnych Wszechświata materia i kwanty promieniowania oddziaływały ze sobą, będąc w stanie równowagi termodynamicznej. Temperatura materii i promieniowania była bardzo wysoka, stąd też Wszechświat na tym etapie nosi nazwę gorącego. Znajomość temperatury promieniowania reliktowego daje możliwość oszacowania, że masa pierwotnej materii to w około 75% 1H i 25% 4He, co zgadza się z występowaniem tych pierwiastków w obecnym Wszechświecie.

## Historia badań
Istnienie promieniowania wypełniającego jednorodnie cały Wszechświat i będącego pozostałością po Wielkim Wybuchu przewidział pod koniec lat 40. XX wieku George Gamow wraz z Ralphem Alpherem i Robertem Hermanem. Praca ta jednak nie zyskała rozgłosu i została zapomniana. Niezależnie, w latach 60. istnienie promieniowania reliktowego przewidzieli radziecki kosmolog Jakow Zeldowicz oraz Amerykanin Robert Dicke.
W 1965 roku amerykańscy astrofizycy Arno Allan Penzias i Robert Woodrow Wilson, podczas prób nowej anteny do odbioru o długości fali około 3 cm, wykryli istnienie fal docierających do anteny z każdego kierunku. Spostrzeżenie zostało potwierdzone w zakresie długości fal od 0,6 mm do 60 cm, a jego natężenie odpowiadało „promieniowaniu cieplnemu”, odpowiadającemu temperaturze 3 K. Obserwatorzy otrzymali za swoje odkrycie Nagrodę Nobla w dziedzinie fizyki w roku 1978.
Dane z satelity COBE, po uwzględnieniu dipolowej (dwubiegunowej) anizotropii w rozkładzie temperatury promieniowania mikrofalowego, związanej z systematycznym ruchem Układu Słonecznego wraz z Lokalną Grupą Galaktyk w przestrzeni kosmicznej, pokazały istnienie anizotropii rzędu 30 mikrokelwinów w skali 10 stopni. Satelita WMAP zmierzył anizotropie w rozkładzie promieniowania mikrofalowego z dokładnością do 0,2 stopnia. W pierwszych miesiącach roku 2003 opublikowano nowe wyniki pomiarów niejednorodności promieniowania tła, z satelity WMAP. Najważniejszym wynikiem było oszacowanie z dużą dokładnością wieku Wszechświata oraz proporcji między materią świecącą i ciemną. Badania promieniowania tła dostarczają informacji na temat procesów jakie zachodziły w młodym Wszechświecie – takich jak powstawanie gwiazd i galaktyk.

## Interpretacja wyników
Tuż po Wielkim Wybuchu Wszechświat wypełniony był mieszaniną materii, promieniowania i ciemnej energii. W skład materii, oprócz cząstek elementarnych, wchodziła również znaczna część cząstek masywnych, lecz nie oddziałujących ze sobą elektromagnetycznie (ciemnej materii). Za energię promieniowania odpowiadały fotony i neutrina, które wraz z energią kinetyczną cząstek materii dominowały energetycznie, a ekspansja Wszechświata była bardzo gwałtowna. Gdy Wszechświat ochłodził się na tyle, że gęstość energii promieniowania stała się równa gęstości energii materii, tempo jego ekspansji zwolniło. Gdy jego temperatura spadła do około 1 eV, powstały obojętne atomy wodoru, zaś pierwotne promieniowanie było już zbyt mało energetyczne, aby je zjonizować. Była to tzw. era rekombinacji (przy przesunięciu ku czerwieni ok. z=1000), w czasie której promieniowanie oddzieliło się od materii, gdyż fotony przestały oddziaływać z elektronami wskutek rozpraszania Thomsona. To promieniowanie, pochodzące z tzw. powierzchni ostatniego rozproszenia, obserwujemy dzisiaj jako mikrofalowe promieniowanie tła. Jego temperatura jest obecnie około tysiąckrotnie niższa, ponieważ te same reliktowe fotony wypełniają znacznie większą objętość.
Precyzyjne pomiary promieniowania tła są istotnym testem wszystkich modeli kosmologicznych. Zasadniczo promieniowanie tła wypełnia Wszechświat jednorodnie we wszystkich kierunkach. Jednak dokładniejsze pomiary, przeprowadzone po raz pierwszy przez satelitę COBE w 1992 roku, doprowadziły do odkrycia niewielkich anizotropii w rozkładzie tego promieniowania. Ich widmo mocy odzwierciedla sposób, w jaki mogły do obecnej chwili narosnąć niewielkie fluktuacje kwantowe obecne w rozkładzie materii w bardzo wczesnym Wszechświecie. Rozkład tych anizotropii jak dotąd najlepiej pasuje do modelu Wielkiego Wybuchu, aczkolwiek proponowane są również alternatywne wyjaśnienia. Według angielskiego fizyka Rogera Penrose’a niektóre z danych obserwacyjnych zebranych w ramach programu WMAP sugerują, że Wszechświat nie powstał w wyniku Wielkiego Wybuchu, ale raczej wspierają mniej popularny tzw. model cyklicznego Wszechświata.
Anizotropie promieniowania tła dzielą się na pierwotne i wtórne. Te pierwsze powstały przed i w czasie emisji promieniowania z powierzchni ostatniego rozproszenia.
Obserwowana wielkość pierwotnych anizotropii promieniowania tła oraz ich widmo mocy i koherencja na powierzchni ostatniego rozproszenia jest testem dla teorii inflacji. Według niej, na bardzo wczesnym etapie życia Wszechświata doszło do gwałtownej ekspansji, tak iż w czasie rzędu 10-35 s rozmiary fizyczne wzrosły o 21 rzędów wielkości. Wskutek tego, w czasie inflacji pierwotne zaburzenia straciły między sobą kontakt przyczynowy, który pojawił się znowu po zakończeniu inflacji. Teoria ta przewiduje, że pierwotne zaburzenia gęstości powinny mieć charakter adiabatyczny, co jest zgodne z obserwowanym widmem mocy fluktuacji promieniowania tła, a w szczególności z wzajemnymi odległościami poszczególnych maksimów. Istnieje obecnie szereg modeli opisujących inflację od strony mikrofizyki, zaś w ich weryfikacji mogą pomóc badania polaryzacji promieniowania tła.
Z promieniowaniem mikrofalowym wypełniającym Wszechświat między epoką powtórnej jonizacji a chwilą obecną, związane są dwa efekty: efekt Suniajewa-Zeldowicza, wskutek którego fotony promieniowania tła rozpraszane są komptonowsko na elektronach w gorącym gazie wypełniającym gromady galaktyk, oraz efekt Sachsa-Wolfe’a, wskutek którego fotony ulegają grawitacyjnemu przesunięciu ku czerwieni lub przesunięciu ku fioletowi, z powodu ich propagacji w zmiennym potencjale grawitacyjnym.